# 10-та авіапольова дивізія (Третій Рейх)
10-та авіапольова дивізія (Третій Рейх) (нім. Luftwaffen Feld Division 10) — піхотна дивізія Вермахту зі складу військово-повітряних сил, що діяла як звичайна піхота за часів Другої світової війни.

## Історія
10-та авіапольова дивізія сформована у жовтні 1942 року на основі 72-го авіаційного полку Люфтваффе (нім. Flieger-Regiment 72) на території Східної Пруссії й у грудні 1942 року передана до складу L-го армійського корпусу 18-ї армії групи армій «Північ». Дивізія прибула на Східний фронт до району Оранієнбаумського плацдарму, де перейшла до оборони визначеної ділянки лінії фронту.
1 листопада 1943 року її перейменували на 10-ту польову дивізію Люфтваффе та передана до складу Сухопутних військ вермахту.
У січні 1944 року дивізія була розгромлена в ході стратегічного наступу радянських військ під Ленінградом. 2-га ударна армія генерал-полковника Федюнинського І. І. завдала нищівного удару з Оранієнбаумського плацдарму та вщент розтрощила війська противника, що їй протистояли. 3 лютого 1944 року авіапольова дивізія була офіційно розформована, а її рештки пішли на доукомплектування 170-ї піхотної дивізії групи армій «Північ».

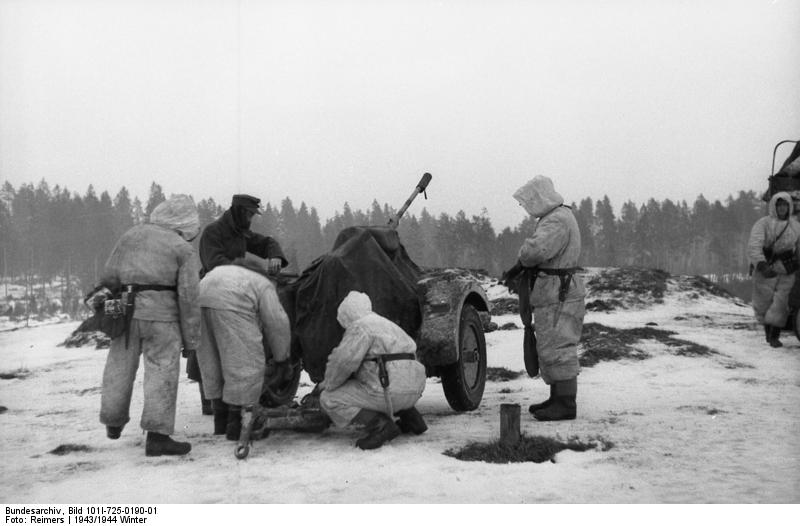
Підрозділ 20-мм зенітної гармати FlaK 30/38/Flakvierling розгортається на вогневій позиції. Бої під Ленінградом. Грудень 1943

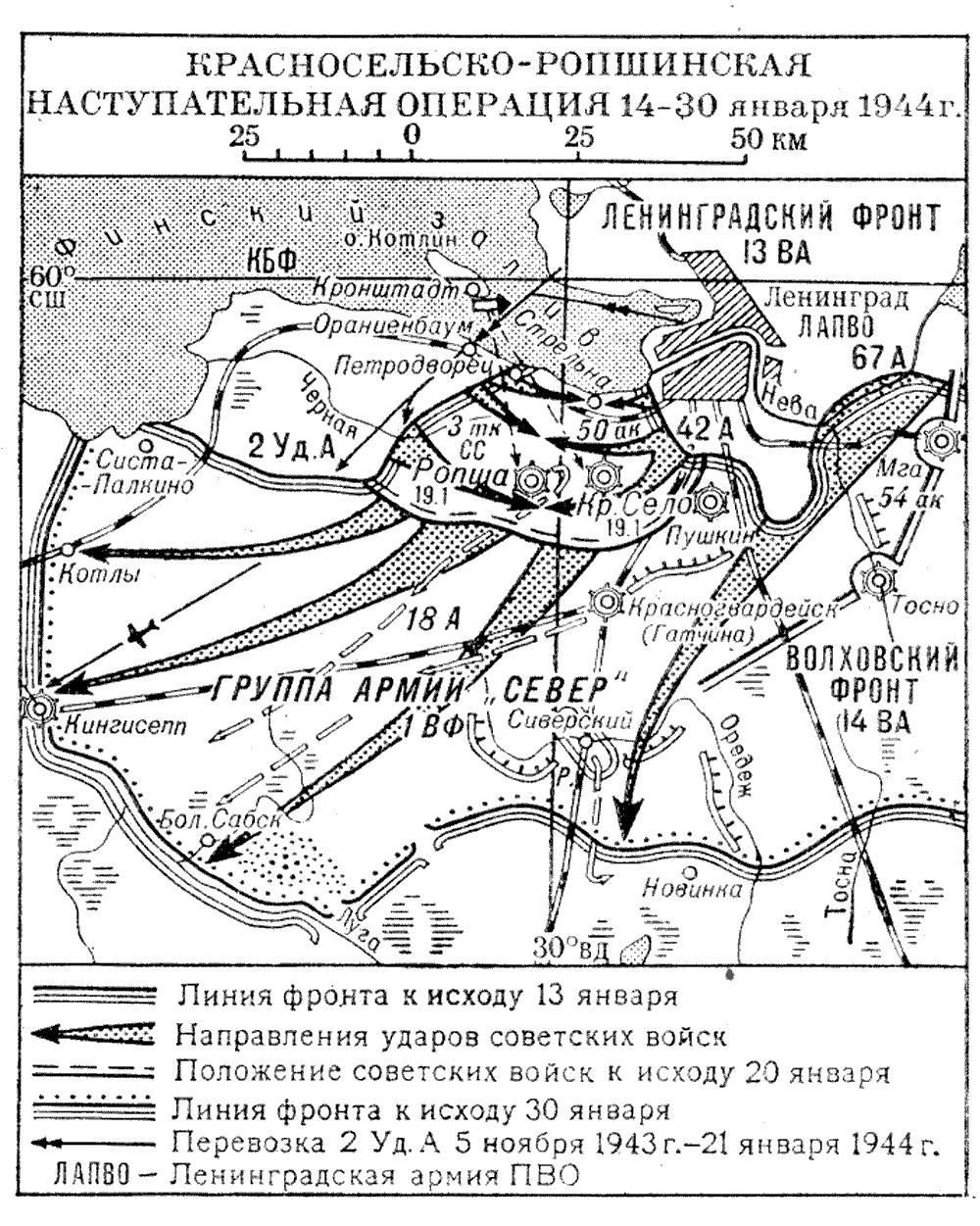
Карта Красносільсько-Ропшинської операції

## Райони бойових дій
- Німеччина (жовтень — грудень 1942);
- СРСР (північний напрямок) (грудень 1942 — лютий 1944).

## Командування

### Командири
- генерал-майор Вальтер Ваден (нім. Walter Wadehn) (жовтень 1942 — 5 листопада 1943);
- генерал-майор Герман фон Ведель (нім. Hermann von Wedel) (5 листопада 1943 — 29 січня 1944).

### Підпорядкованість
| Час         | Корпус                    | Армія | Група армій (округ)  | Штаб        |
| ----------- | ------------------------- | ----- | -------------------- | ----------- |
| 1942        |                           |       |                      |             |
| 1 грудня    | —                         | 18 А  | Група армій «Північ» | Оранієнбаум |
| 21 грудня   | L-й ак                    | 18 А  | Група армій «Північ» | Оранієнбаум |
| 1943        |                           |       |                      |             |
| 1 січня     | L-й ак                    | 18 А  | Група армій «Північ» | Оранієнбаум |
| 1 лютого    | III-й авіапольовий корпус | 18 А  | Група армій «Північ» | Оранієнбаум |
| 1 листопада | L-й ак                    | 18 А  | Група армій «Північ» | Оранієнбаум |
| 1944        |                           |       |                      |             |
| 1 січня     | III-й тк СС               | 18 А  | Група армій «Північ» | Оранієнбаум |

### Склад
| Грудень 1942                    | Листопад 1943                   |
| ------------------------------- | ------------------------------- |
| 19-й Люфтваффе єгерський полк   | 19-й єгерський полк (Люфтваффе) |
| 20-й єгерський полк             | 20-й єгерський полк (Люфтваффе) |
| велосипедна рота                |                                 |
| 10-й артилерійський полк        |                                 |
| протитанковий батальйон         |                                 |
| інженерна рота                  | 10-й інженерний батальйон       |
| зенітна батарея                 | зенітний дивізіон               |
| батальйон зв'язку               |                                 |
| дивізійне управління постачання |                                 |